# Pošta Slovenije
Pošta Slovenije d.o.o. – operator pocztowy oferujący usługi pocztowe w Słowenii, z siedzibą w Mariborze.
Przedsiębiorstwo zostało założone w 1994 roku, a w 1995 roku rozpoczęło działalność.